# Koninkrijk Ayutthaya
Het koninkrijk Ayutthaya was een historisch Thais koninkrijk dat bestond van 1351 tot 1767. Koning Ramathibodi I stichtte Ayutthaya (อยุธยา) als hoofdstad van zijn koninkrijk in 1351. In 1376 nam hij het koninkrijk Sukhothai over. Gedurende de volgende vier eeuwen groeide het land tot de natie Siam, die ruwweg het grondgebied van het moderne Thailand besloeg, met uitzondering van het koninkrijk Lanna in Noord-Thailand. Ayutthaya was buitenlandse handelaren gunstig gezind, eerst Chinezen, Indiërs, Japanners en Perzen, later Portugezen, Spanjaarden, Nederlanders (de VOC), Britten en Fransen, en stond hun toe vestigingen buiten de stadsmuren te bouwen. Op haar hoogtepunt had Ayutthaya ruim een miljoen inwoners: de stad werd qua grootte en welvaart vergeleken met Parijs door de ambassadeurs van zonnekoning Lodewijk XIV. Met de val en verwoesting van de stad in 1767 door de Birmezen kwam er een eind aan dit koninkrijk.

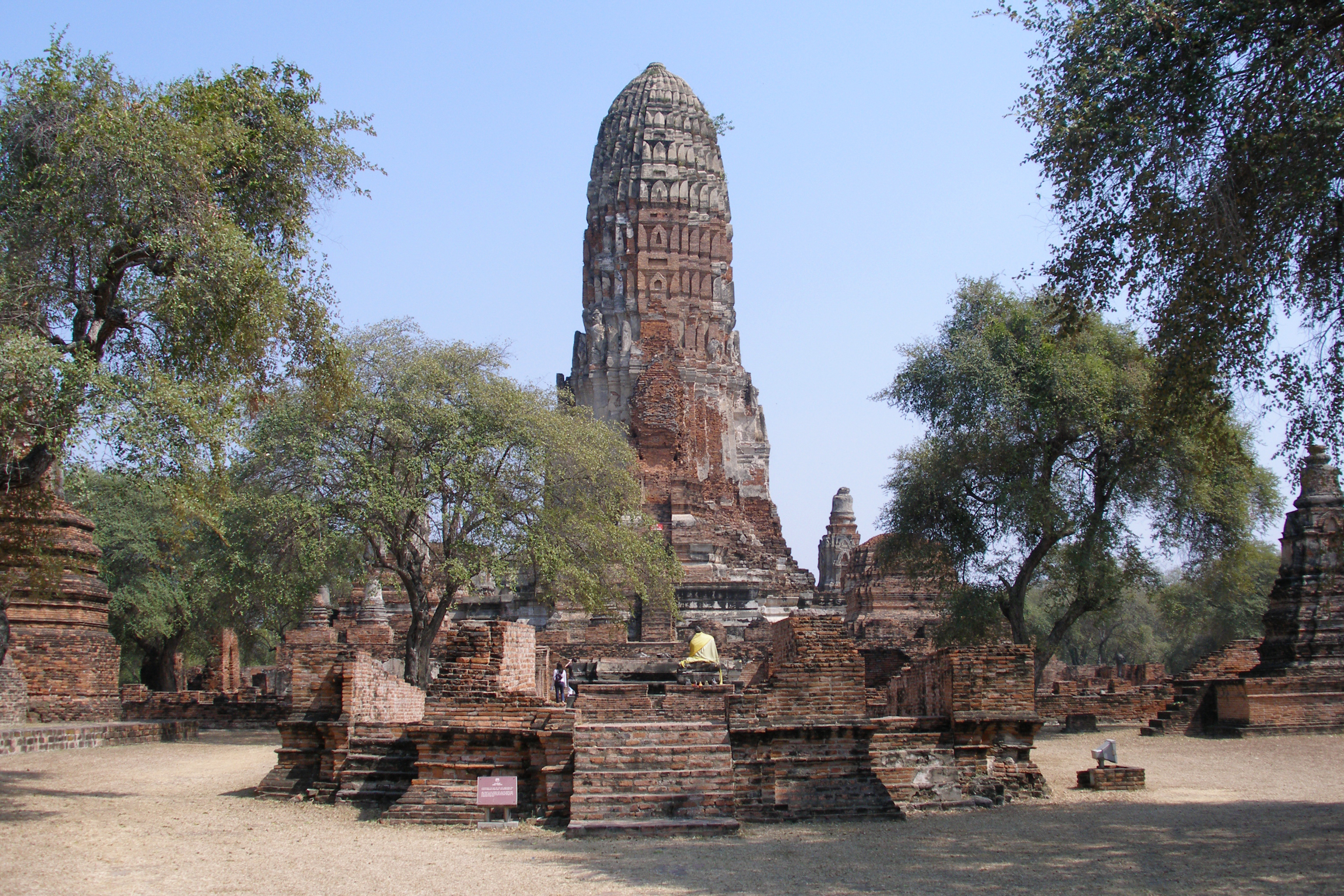
Ruïnes van de oude stad Ayutthaya, die tijdens de Birmese invasie van 1767 verwoest werd.

## Geschiedenis

### Opkomst

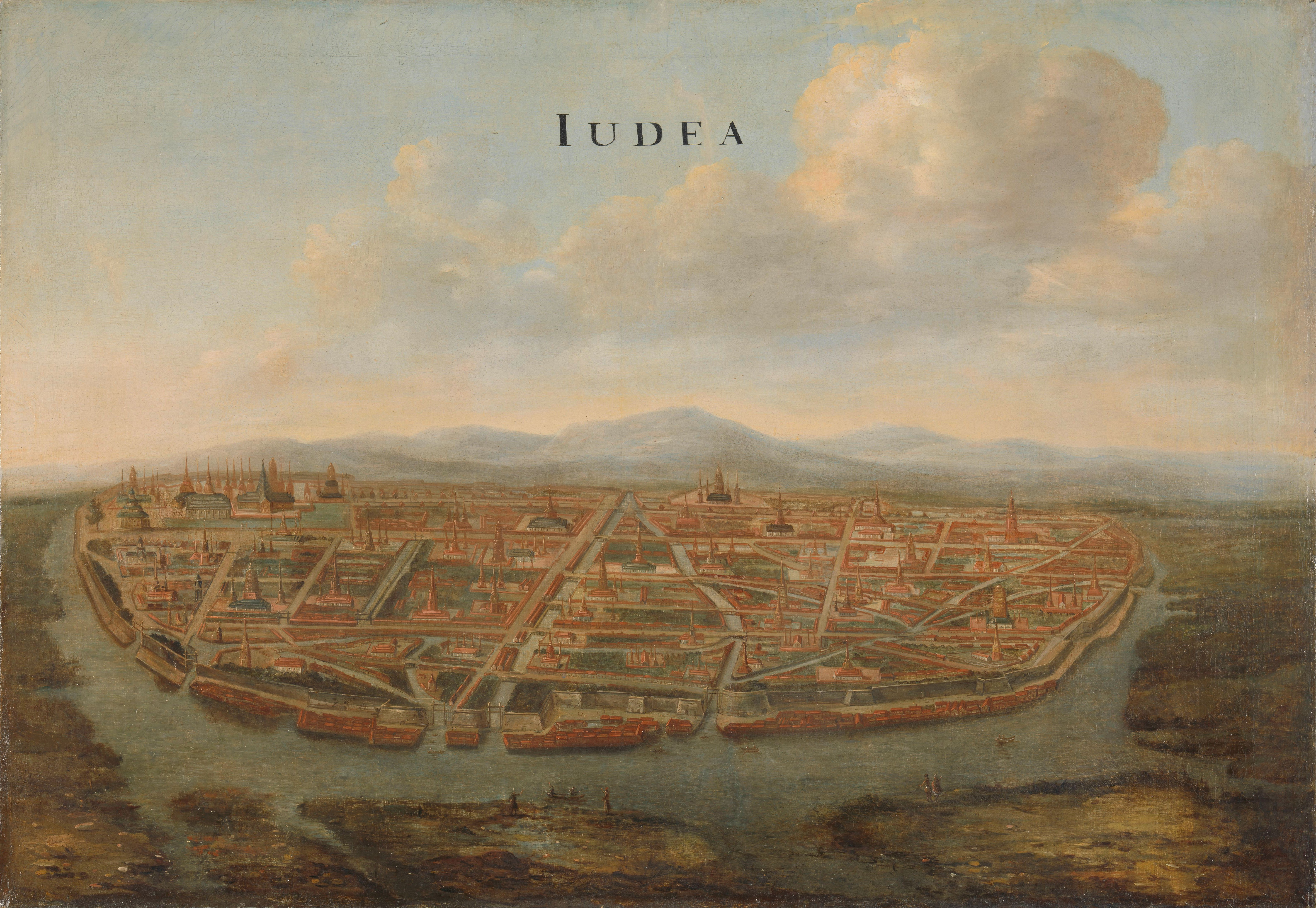
Panorama van Ayutthaya in het Bushuis, Amsterdam

De Siamese staat, met als centrum Ayutthaya in de vallei van de rivier de Menam, groeide vanuit het vroegere koninkrijk Lopburi, dat het in zich opnam. De opkomst van deze staat zorgde voor een zuidwaartse verplaatsing van de invloed van de Tai-volkeren. U Thong was een avonturier die zou afstammen van een rijke Chinese koopmansfamilie die getrouwd was met koninklijk bloed. Toen in 1350 een epidemie zijn hof bedreigde, verplaatste hij het naar de vruchtbare vlakte van de Menam. Op een eiland in die rivier stichtte hij zijn nieuwe hoofdstad, die hij Ayutthaya noemde, naar Ayodhya in Noord-India, de stad van de held Rama uit het Hindoe-epos Ramayana. U Thong nam de koninklijke naam Ramathibodi aan (1351-1369).
Ramathibodi probeerde zijn koninkrijk te verenigen. In 1360 verklaarde hij Theravada boeddhisme tot staatsgodsdienst van Ayutthaya. Hij haalde leden van een sangha, een boeddhistische kloostergemeenschap, vanuit Ceylon om nieuwe kloosterordes te stichten en het geloof te verspreiden onder zijn onderdanen. Ook stelde hij een wetcodex samen, gebaseerd op de Indiase Dharmashastra (literatuur over dharma, regels) en Thaise traditie, die de basis vormde voor de wetgeving van het koninkrijk. Opgesteld in Pali -- een Indo-Arische taal verwant aan Sanskriet en de taal van de Theravada boeddhistische geschriften (qua status vergelijkbaar met ons Kerklatijn) -- had het de kracht van een goddelijke aansporing. Ramathibodi's wetscode, aangevuld met koninklijke besluiten, bleef algemeen van kracht tot diep in de 19e eeuw.
Aan het einde van de 14e eeuw werd Ayutthaya beschouwd als sterkste mogendheid van Zuidoost-Azië, maar het miste de mankracht om de regio te beheersen. In het laatste jaar van zijn leven had Ramathibodi Angkor veroverd gedurende de eerste van vele succesvolle Thaise aanvallen op de hoofdstad van het Khmer-rijk. Deze politiek was erop gericht om Siams oostelijke grens veilig te stellen door Vietnamese uitbreiding naar Khmer-territorium tegen te gaan. De verzwakte Khmer lieten zich soms overheersen door Ayutthaya, maar nooit definitief. Thaise troepen moesten vaak op weg om opstanden te onderdrukken in Sukhothai of om campagne te voeren tegen Chiang Mai, waar stug weerstand werd geboden tegen Ayutthaya's uitbreiding. Uiteindelijk onderwierp Ayutthaya al het gebied dat ooit aan Sukhothai had toebehoord. Het jaar nadat Ramathibodi stierf, werd het koninkrijk erkend door China's nieuw gevestigde Ming-dynastie als Sukhothai's ware opvolger.

### 15e en 16e eeuw
Gedurende de 15e eeuw was de energie van Ayutthaya gericht op het schiereiland Malakka, waar de grote handelshaven Malakka haar aanspraken tegenstreefde. Malakka en de andere Maleise staten ten zuiden van Tambralinga waren eerder die eeuw islamitisch geworden, en de islam fungeerde als symbool van solidariteit tegen de Thais. Desalniettemin controleerde Ayutthaya de lucratieve handel op het schiereiland, wat Chinese handelaren aantrok.
In de 16e eeuw werd Birma een mogendheid die, onder een agressieve dynastie, Chiang Mai en Laos onder de voet liep en oorlog voerde met Siam. In 1569 veroverden Birmese legers, vergezeld door Thaise rebellen (meest leden van de koninklijke familie van Siam) de stad Ayutthaya en voerden de hele koninklijke familie weg naar Birma. Dhammaraja (1569-1590), een Thaise gouverneur die de Birmezen geholpen had, werd als een vazal-koning van Ayutthaya geïnstalleerd. De Thaise onafhankelijkheid werd hersteld door zijn zoon Naresuan (1590-1605) die zich keerde tegen de Birmezen - waartussen hij was opgegroeid - en ze rond 1600 uit het land verdreven had.

### Contact met het Westen
In 1511 ontving Ayutthaya een diplomatieke missie uit Portugal, die eerder dat jaar Malakka hadden veroverd. Dit waren waarschijnlijk de eerste Europeanen in het land. Vijf jaar later sloten Ayutthaya en Portugal een verdrag dat de Portugezen toestemming gaf om handel te drijven in het koninkrijk. Een soortgelijk verdrag in 1592 gaf de Nederlanders een bevoorrechte positie in de rijsthandel. In 1604 ging de VOC in de persoon van Cornelis Specx namens Nederland betrekkingen met Thailand aan.
Buitenlanders werden hartelijk verwelkomd aan het hof van koning Narai (1657-1688), een kosmopolitisch leider die desondanks wantrouwig stond tegenover buitenlandse invloed. Tijdens zijn bewind werden handelsbanden gesmeed met Japan. Nederlandse en Engelse compagnieën vestigden factorijen, en Thaise diplomatieke missies werden naar Parijs en Den Haag gestuurd. Door banden met diverse landen te onderhouden kon het Thaise hof de Nederlanders uitspelen tegen de Engelsen en de Fransen tegen de Nederlanders, om zo te voorkomen dat één buitenlandse mogendheid te veel macht zou krijgen.
In 1664 gebruikten de Nederlanders geweld om een verdrag af te dwingen dat extraterritoriale rechten gaf naast vrijere handel. Op aandringen van zijn minister van buitenlandse zaken, de Griekse avonturier Constantine Phaulkon, vroeg Narai de Fransen om hulp. Franse ingenieurs construeerden fortificaties voor de Thais en bouwden een nieuw paleis voor Narai in Lopburi. Daarnaast hielpen Franse missionarissen met onderwijs en gezondheidszorg en brachten ze de eerste drukpers het land binnen. De persoonlijke interesse van de Zonnekoning werd gewekt toen rapporten van missionarissen suggereerden dat Narai mogelijk wilde overgaan tot het christendom.
De Franse aanwezigheid die door Phaulkon werd aangemoedigd leidde tot afgunst en wantrouwen bij de Thaise adel en de Boeddhistische leiding. Toen het gerucht rondging dat Narai op sterven lag doodde een generaal, Phetracha, de kroonprins, die een christen was, en bracht ook Phaulkon ter dood samen met een aantal missionarissen. De aankomst van Engelse oorlogsschepen leidde tot een bloedbad onder Europeanen. Phetracha (1688-1693) greep de troon, wees de overgebleven buitenlanders uit en er begon een periode van 150 jaar waarin de Thais zich bewust isoleerden van contacten met het Westen.

### Het einde
De "Gouden Eeuw" van Ayutthaya was in het tweede kwart van de 18e eeuw, na een bloedige periode van dynastieke strijd, een relatief vredige tijd waarin kunst, literatuur en studie floreerden. Ayutthaya bleef concurreren met Vietnam over Cambodja, maar een grotere dreiging kwam vanuit Birma, waar de nieuwe Alaungphaya dynastie de Shan-staat had onderworpen.
In 1765 werd Siam binnengevallen door twee Birmese legers (de zoveelste inval door het machtige buurland) die optrokken naar Ayutthaya. Het enige verzet van betekenis vond plaats bij het plaatsje Bang Rajan. Na een beleg van vele maanden viel Ayutthaya in 1767 en werd volledig verwoest, wat het einde betekende van dit trotse koninkrijk.
Voordat het einde kwam was de militaire commandant Taksin met zijn troepen aan de naderende ondergang ontsnapt. Hij zou Siam uit zijn as laten herrijzen, groter en sterker dan tevoren.

## Thais koningschap
De Thaise koningen waren absolute monarchen met een godsdienstig tintje. Ze legitimeerden hun macht met de idealen die ze vertegenwoordigden: de koning was een moreel model, die het goede in zijn volk vertegenwoordigde; het land leefde in vrede en voorspoed dankzij zijn goede daden. In Sukhothai, waar Ramkhamhaeng volgens het verhaal iedere onderdaan aanhoorde die de bel aan zijn paleispoort luidde, werd de koning vereerd als een vader door zijn volk. Maar in Ayutthaya verdwenen de vaderlijke aspecten van het koningschap toen, onder Khmer invloed, de monarchie zich terugtrok achter een muur van taboes en rituelen.
Als devaraja (Sanskriet voor "goddelijke koning") werd de koning gezien als de incarnatie op aarde van Shiva en zo werd hij het voorwerp van een politiekgodsdienstige culte die werd beheerd door een groep koninklijke brahmanen die deel uitmaakten van het hof. In de boeddhistische context was de devaraja een bodhisattva (een verlicht wezen die, uit medeleven, niet naar het nirvana gaat om anderen te helpen). Het geloof in goddelijk koningschap bleef bestaan tot in de 18e eeuw, hoewel de godsdienstige betekenis ervan sterk verminderd was. De Franse Abbé de Choisy, die in 1685 in Ayutthaya bezocht, schreef: "De koning heeft de absolute macht. Hij is werkelijk een god van de Siamezen: niemand durft zijn naam te noemen." Een andere 17e-eeuwse schrijver, de Nederlander Jeremias van Vliet, merkte op dat de koning van Siam "geëerd en aanbeden werd door zijn onderdanen meer dan een god".
In het begin was het Thaise koninkrijk geen eenheidsstaat maar eerder een lappendeken van zichzelf besturende staatjes en provincies die trouw verschuldigd waren aan de koning van Ayutthaya onder het mandala systeem. Deze staten werden geregeerd door leden van de koninklijke familie van Ayutthaya die eigen leger(tje)s hadden en oorlog voerden onder elkaar. De koning moest oppassen dat prinsen niet zouden samenspannen tegen hem, of met vijanden van Ayutthaya. Als de opvolging van de koning onzeker was verzamelden prinselijke gouverneurs hun troepen en trokken op naar de hoofdstad om hun claims kracht bij te zetten.
Een van de vele institutionele verbeteringen van koning Trailok (1448-1488) was de instelling van de positie van uparat, oftewel kroonprins, die doorgaans werd bekleed door de oudste zoon van de koning of door een (volle, niet half-) broer, in een poging om de opvolging tot de troon veilig te stellen: wat extra moeilijk was in een polygame dynastie. In de praktijk was er regelmatig conflict tussen de koning en de uparat en veelvuldig betwiste troonopvolging.
Vastbesloten om een herhaling van het verraad als door zijn vader te voorkomen verenigde Naresuan aan het eind van de 16e eeuw het bestuur van het land rechtstreeks onder het hof in Ayutthaya. Hij beëindigde de benoeming van koninklijke prinsen om de provincies te besturen en benoemde in plaats daarvan hovelingen die geacht werden het beleid van de koning uit te voeren. Vanaf die tijd moesten prinsen zich in de hoofdstad ophouden. Hun machtsstrijd ging door, maar aan het hof onder het toeziend oog van de koning. En hoewel de macht van de koning in theorie absoluut was, werd ze in de praktijk beperkt door de (on)mogelijkheden van het bestuur over de provincies. In werkelijkheid was de invloed van het centrale gezag buiten de hoofdstad zeer beperkt tot diep in de 19e eeuw.

## Sociale en politieke ontwikkeling
De koning stond aan de top van een sterk gelaagde sociale en politieke hiërarchie die zich liet voelen in de hele maatschappij, wat deed denken aan het Indiase kaste-systeem. De basis voor de sociale organisatie in Siam was het dorp, bestaande uit verschillende uitgebreide familie-huishoudens. Een dorp had een verkozen hoofdman, die leiding gaf aan gezamenlijke projecten en formeel het land in bezit had, hoewel in de praktijk de individuele boeren zeggenschap hadden over hun land, zolang zij het bewerkten.
Terwijl er ruim voldoende land beschikbaar was om te verbouwen, hing de levensvatbaarheid van de staat af van het verwerven en beheersen van voldoende mankracht voor landbouw en defensie. De dramatische opkomst van Ayutthaya had constant oorlog voeren vereist, en omdat geen van de partijen in de regio een technologisch overwicht had over de anderen, werd de uitkomst van de strijd doorgaans beslist door de afmetingen van de legers. Na elke gewonnen campagne voerde Ayutthaya een deel van de overwonnen bevolking weg naar zijn eigen territorium, waar ze in de bevolking werden opgenomen.
Elke vrije man moest geregistreerd worden als dienaar (phrai) van een lokale heer (nai) voor militaire dienst en corvee-werk aan publieke werken en op het land van zijn heer. De phrai kon zijn arbeidsverplichting afkopen door een belasting te betalen. Als hem de gedwongen arbeid onder zijn nai niet aanstond kon hij zichzelf verkopen als slaaf aan een aantrekkelijkere nai, die dan een bedrag aan de regering betaalde als compensatie voor het verlies van de corveearbeid. Ongeveer een derde van de bevolking aan het begin van de 19e eeuw bestond uit phrai.
Welvaart, status en politieke invloed waren onderling gerelateerd. De koning kende landbouwgrond (rijstvelden; Thais: na) toe aan gouverneurs, militaire commandanten en bestuurders aan het hof als betaling voor hun diensten aan de kroon volgens het sakdi na systeem. De grootte van de toewijzing aan elke machthebber werd bepaald door het aantal personen die ze erop aan het werk konden zetten. De hoeveelheid mankracht van een nai bepaalde zijn status en rijkdom ten opzichte van anderen in het koninkrijk. Aan de top van deze hiërarchie stond de koning, die het meeste land bezat en de beschikking had over het grootste aantal phrai (zogenaamde "phrai luang": koninklijke dienaren), die belasting betaalden, dienden in het leger van de koning en werkten op de kroondomeinen. Koning Trailok legde vastgestelde hoeveelheden land en phrai vast voor koninklijke bestuurders op iedere plaats in de hiërarchie, wat de sociale structuur van het land vastlegde tot de invoering van salaris voor regeringsambtenaren in de 19e eeuw.
Een vernieuwing van Naresuan, om zijn beheersing over de nieuwe klassen van gouverneurs te versterken, was dat elke vrije man die als phrai dienst moest doen phrai luang werd, direct gebonden aan de koning, die vervolgens hun diensten verdeelde onder zijn bestuurders. Deze maatregel gaf de koning een theoretisch monopolie over mankracht, en het idee ontwikkelde zich dat, omdat hij over de diensten van iedereen beschikte, hij ook eigenaar was van al het land. Ministeriële benoemingen en gouverneurschappen (en de sakdi na die eraan verbonden was) werden doorgaans geërfd door de weinige families die via een huwelijk met de koning verwant waren. Omdat het gebruikelijk was voor de koning om allianties te smeden met machtige families door middel van huwelijken had de koning vaak tientallen echtgenotes.
In zekere zin buiten het systeem waren de boeddhistische monniken (sangha), waar elke Siamese man tot kon toetreden, en de Chinezen. Boeddhistische kloosters (wats) werden het centrum van Siamees onderwijs en cultuur, terwijl de Chinezen een grote rol speelden (en spelen) in de economie van Siam. De Chinezen hoefden zich niet te registreren voor corvee-arbeid, dus konden ze zich naar believen door het land verplaatsen om handel te drijven. Tegen de 16e eeuw beheersten de Chinezen de binnenlandse handel van Ayutthaya en hadden ze belangrijke plaatsen verworven in de burgerlijke en militaire ambtenarij. De meerderheid van deze Chinezen was getrouwd met Thaise vrouwen, omdat er weinig Chinese vrouwen uit China naar Thailand kwamen.

## Economische ontwikkeling
De Thais hadden altijd voldoende voedsel. Boeren plantten rijst voor hun eigen consumptie en om er belasting mee te betalen. Wat overbleef werd gebruikt om godsdienstige instellingen mee te ondersteunen. Tussen de 13e eeuw en 15e eeuw vond een opmerkelijke wijziging plaats in de manier waarop de Thais rijst verbouwden. In de hooglanden, waar de regenval aangevuld werd met irrigatie om het waterniveau in de rijstvelden te beheersen, zaaiden de Thais de plakrijst (khao niao) die nog steeds dagelijks gegeten wordt in Noord- en Noordoost-Thailand.
Maar in de riviervlakte van de Menam gingen de boeren over op een ander soort rijst, de zogenaamde drijvende rijst: een slanke, niet-plakkerige rijst ingevoerd vanuit Bengalen die snel genoeg groeide vergeleken met de stijging van het waterniveau in de laaglanden. Omdat deze rijst zo makkelijk groeide en zo veel opleverde produceerde het land genoeg om te exporteren. Ayutthaya, aan de zuidelijke kant van de riviervallei, werd zodoende een centrum van rijstexport en andere economische activiteit. De koningen lieten door middel van corvee-arbeid kanalen graven waarmee de rijst werd aangevoerd die met koninklijke schepen naar China werd geëxporteerd. Vervolgens werd ook de delta van de Menam, een moddervlakte die tot dan toe ongeschikt werd geacht om te bewonen, ontgonnen en bewerkt.